# مهرجان وسط البلد للفنون المعاصرة
مهرجان وسط البلد للفنون المعاصرة (D-CAF) هو أكبر مهرجان دولي متعدد التخصصات للفنون المعاصرة في القاهرة . ويقام على مدى ثلاثة أسابيع كل ربيع، منذ عام 2012، في مواقع متعددة في جميع أنحاء وسط مدينة القاهرة. تأسست مهرجان وسط البلد للفنون المعاصرة بعد عام واحد من ثورة 25 يناير 2011، وهي مبادرة مستقلة لمجموعة من المنظمات.
يقدم مهرجان وسط البلد للفنون المعاصرة عروض المسرح والرقص البديلة المحلية والإقليمية والدولية، والحفلات الموسيقية ، وعروض الفنون البصرية ، وعروض الأفلام ، والمحاضرات الفنية وورش العمل ، من قبل فنانين ناشئين ورائدين من جميع أنحاء العالم.
يتم دعم مهرجان وسط البلد للفنون المعاصرة سنويًا من قبل المجالس الثقافية والسفارات والمؤسسات الدولية ، مثل المجلس الثقافي البريطاني، والمعهد الفرنسي، ومعهد جوته، وبروهلفتسيا، والمنتدى الثقافي النمساوي، ومعهد بالاسي، ودروسوس، وتاماسي كولكتيف، وسفارات الولايات المتحدة الأمريكية والدنمارك وهولندا. ، إسبانيا، كندا، أستراليا، أيرلندا، إلخ.